# アマル・シング2世
アマル・シング2世（Amar Singh II, 1672年10月3日 - 1710年12月10日）は、北インドのラージャスターン地方、メーワール王国の君主（在位：1698年 - 1710年）。

## 生涯

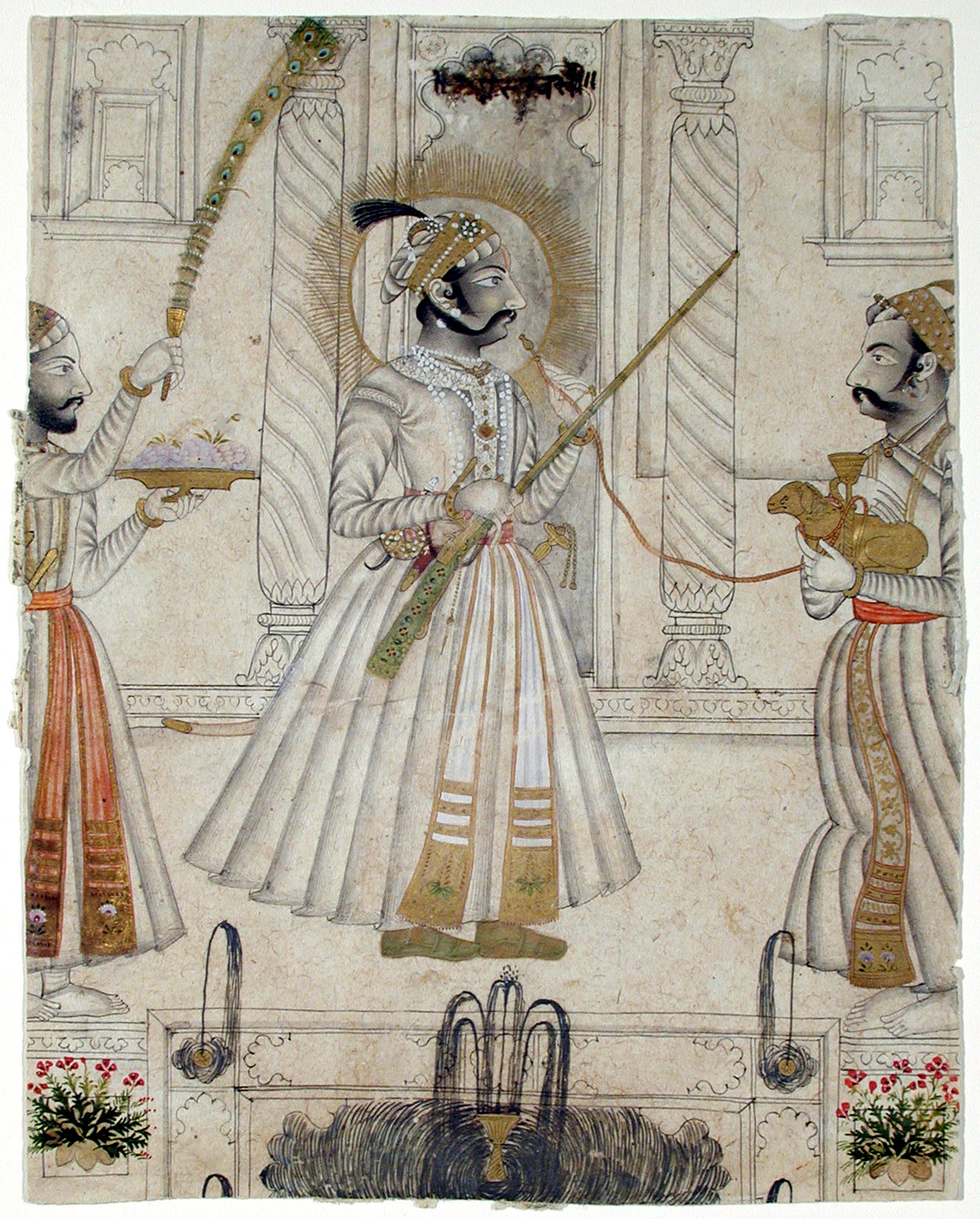
アマル・シング2世と廷臣

1672年10月3日、メーワール王国の君主ジャイ・シングの息子として、ウダイプルで誕生した。
1689年9月、父王ジャイ・シングが死亡したことにより、王位を継承した。
1710年12月10日、アマル・シング2世はウダイプルで死亡し、息子サングラーム・シング2世が王位を継承した。